# Marie Thérèse Mukamulisa
Marie-Thérèse Mukamulisa, née le 29 juin 1965, est une juriste rwandaise. En 2016, elle est nommée pour un mandat de six ans à la Cour africaine des droits de l'homme et des peuples.

## Biographie

### Enfance et éducation
Mukamulisa est née à Kigali , le 29 juin 1965,. En 1990, elle obtient une licence en droit civil à  l'Université du Rwanda et en 1993, une maîtrise en droit à l' Université de Moncton au Nouveau-Brunswick. Elle détient un master en études et prévention du génocide du centre de Gestion des Conflits à l'Université du Rwanda.

### Carrière
Mukamulisa commence sa carrière en tant que comptable et caissière dans le projet de recherches et de statistiques agricoles. Elle est ensuite directrice d'une assurance automobile chez Sonarwa et Secrétaire exécutif de l'ONG parapluie CCOAIB. Mukamulisa a fait partie des douze membres qui ont rédigé la Constitution rwandaise post-génocide, et a été chargé de cours en Droit comparé à l'Université du Rwanda.
Mukamulisa a été nommé Juge de la Cour Suprême du Rwanda en 2003. Elle a dénoncé les difficultés que les femmes rencontrent dans le système judiciaire en raison de la culture et de facteurs liés au genre, en particulier la maltraitance des enfants et le viol. En 2015, elle est devenue membre du Haut Conseil de la Magistrature du Rwanda. Elle est également membre du réseau international des juges de la Haye .
Mukamulisa a été élue pour un mandat de six ans sur la Cour Africaine des Droits Humains et des peuples aux côtés de Ntyam Mengue en juillet 2016,. Sa nomination a depuis été critiquée en car elle a empêché les individus et les ONG de saisir directement la cour,,. L'implication de Mukamulisa au sein du jury qui a condamné la politicienne de l'opposition Victoire Ingabire Umuhoza à 15 ans de prison en 2011 a également suscité la polémique.

## Hommages
En mars 2023, elle est citée par le magazine Intego parmi les femmes juges rwandaises qui comptent pour le pays, aux côtés de Immaculée Nyirinkwaya et Aloysie Cyanzayire (présidentes de la cour suprême) et Agnès Nyirandabaruta, vice-présidente de la cour d'appel.

## Vie personnelle
Mukamulisa est mariée et a deux fils.